# گلیسیریزول
گلیسیریزول (به انگلیسی: Glycyrrhizol) با فرمول شیمیایی C۲۶H۲۸O۵ یک ترکیب شیمیایی با شناسه پاب‌کم ۱۱۵۴۶۲۶۹ است. که جرم مولی آن ۴۲۰٫۵۰ g/mol می‌باشد. 